# Аткинсон, Ла’Танджела
Ла’Танджела Чиквита Аткинсон (англ. La'Tangela Chiquita Atkinson; род. 22 марта 1984 года в Бишопвилле, Южная Каролина) — американская профессиональная баскетболистка, выступала в женской национальной баскетбольной ассоциации. Была выбрана на драфте ВНБА 2006 года в первом раунде под девятым номером командой «Индиана Фивер». Играла на позиции атакующего защитника и лёгкого форварда.

## Ранние годы
Ла’Танджела Аткинсон родилась 22 марта 1984 года в городе Бишопвилл (штат Южная Каролина) в семье Джеффри и Глории Макклауд, у неё есть младшие брат, Джа’Курас, и сестра, Та’Ней, а училась она там же в Центральной средней школе округа Ли, в которой выступала за местную баскетбольную команду.